# یوکی اینوئه
یوکی اینوئه (ژاپنی: 井上 雄幾؛ زادهٔ ۳۱ اکتبر ۱۹۷۷) یک بازیکن فوتبال اهل ژاپن است.
از باشگاه‌هایی که در آن بازی کرده‌است می‌توان به باشگاه فوتبال یوکوهاما فلگلز، باشگاه فوتبال جف یونایتد چیبا، باشگاه فوتبال مونتدیو یاماگاتا و باشگاه فوتبال ونتفورت کوفو اشاره کرد.